# Morti nel 306
| Questa pagina contiene informazioni ricavate automaticamente dalle voci biografiche con l'ausilio del template Bio e di un bot. L'aggiornamento è periodico e automatico e ricostruisce completamente la pagina. Se manca una persona in questa lista, sei pregato di non aggiungerla, ma accertati piuttosto che la sua voce biografica contenga il template Bio e che i dati anagrafici siano correttamente compilati. Se il template Bio manca, inseriscilo tu stesso o, in alternativa, metti l'avviso {{tmp\|Bio}} che ne segnala la mancanza. Se i dati riportati sono sbagliati, correggi direttamente la voce biografica; le modifiche saranno visibili in questa lista entro pochi giorni. Per chiarimenti vedi il progetto biografie. La lista contiene solo le 12 persone che sono citate nell'enciclopedia e per le quali è stato implementato correttamente il template Bio. Pagina aggiornata al 10 feb 2025. |

- 17 febbraio - Teodoro di Amasea, militare e santo romano
- 4 marzo - Adriano di Nicomedia, santo romano
- 16 marzo - Ciriaco di Roma, santo
- 9 aprile - Edesio di Alessandria, santo
- 22 luglio - Platone di Ancira
- 25 luglio - Costanzo Cloro, imperatore e militare romano
- Agapio di Cesarea, santo romano
- Appiano di Cesarea marittima, romano
- Cirillo di Antiochia, vescovo e santo siro
- Demetrio di Tessalonica, santo greco antico
- Lucrezia di Merida, santa romana
- Probo di Bisanzio, vescovo romano